# Belleherbe
 Belleherbe  es una población y comuna francesa, en la región de Franco Condado, departamento de Doubs, en el distrito de Montbéliard y cantón de Maîche.

## Demografía
| 583 | 628 | 650 | 617 | 629 | 574 |
| Para los censos de 1962 a 1999 la población legal corresponde a la población sin duplicidades (Fuente: INSEE [Consultar]) |     |     |     |     |     |